# Петріш (Мехедінць)
Петріш (рум. Petriș) — село у повіті Мехедінць в Румунії. Входить до складу комуни Лівезіле.
Село розташоване на відстані 256 км на захід від Бухареста, 19 км на південний схід від Дробета-Турну-Северина, 79 км на захід від Крайови.

## Населення
За даними перепису населення 2002 року у селі проживали 133 особи, з них 132 особи (99,2%) румунів. Усі жителі села рідною мовою назвали румунську.